# Euphorbia alpina
Euphorbia alpina — вид рослин із родини молочайних (Euphorbiaceae), що зростає у центральній Азії.

## Опис
Це багаторічна трав'яниста рослина, прямовисна або злегка розлога, (10)15–20(35) см заввишки. Кореневище вертикальне або косе, ≈ 10 см × 4–5(15) мм, верхівка значно розгалужена. Стебла ≈ 3 мм завтовшки, верхні частини іноді розгалужені, зазвичай запушені. Листки чергові, без прилистків, сидячі, еліптичні, 1–2(3.5) × 0.8–1.2 см, обидві поверхні голі, основа заокруглена або підрізана знизу, верхівка округла, край цілий. Суцвіття — кінцевий складний несправжній зонтик. Квітки жовті. Коробочка трикутно-куляста, 4–5 × ≈ 4 мм, рідко м'яко колюча. Насіння стиснено еліпсоїдне, 2–3 × ≈ 1.5 мм, коричневе. Період цвітіння й плодоношення: травень — червень.

## Поширення
Зростає у центральній Азії — Алтай, Казахстан, Монголія, Сіньцзян. Населяє луки в горах.